# Estrató I
Estrató I (Strato I Στράτων Α΄) fou un rei indogrec fill d'Agatoclea i potser de Menandre I. Agatoclea va actuar com a regent durant la seva minoria, als primers anys que haurien seguit a la mort de Menandre si és que aquest fou el seu pare.
Fins fa poc hi havia un acord general que va regnar vers 135 aC a 110 aC, els primers anys (entre 5 i 10) sota regència de la seva mare. Per tant, Hauria succeït a Menandre I del que seria fill; Aracòsia i Paropamísades s'havien separat als darrers anys del regnat de Menandre, sota Zoilos I que va seguir atacant a la regent i al jove rei i els va rebutjar cap a l'est a Gandhara i Panjab. Aquesta teoria fou introduïda per Tarn i defensada per Osmund Bopearachchi.
Modernament R.C. Senior i alguns altres, basats en anàlisis numismàtics, pensen que Estrató va governar més tard, vers 110-90 aC o fins i tot 110-85 aC. Com que sembla clar que Agatoclea era la seva mare, aquesta seria vídua d'un altre rei, potser Nícies o bé Teòfil.
El 2007 es va presentar una tercera hipòtesi enunciada per J. Jakobsson: les monedes d'Estrató corresponen no a un rei, sinó a dos, que haurien governat vers 105–80 aC en territoris diferents: un era Estrató Sòter Dikaios (Estrató el Salvador i el Just ΣΤΡΑΤΩΝ Ο ΣΩΤΗΡ ΚΑΙ ΔΙΚΑΙΟΣ era fill d'Agatoclea; l'altra era Estrató Epífanes Sòter (ΣΤΡΑΤΩΝ Ο ΕΠΙΦΑΝΗΣ ΣΩΤΗΡ "Estrató l'Il·lustre i el Salvador"), que podria ser germà d'Agatoclea i hauria governat al Panjab occidental; aquesta teoria es basa en la diferència de títols i de l'estil de les monedes entre els dos.

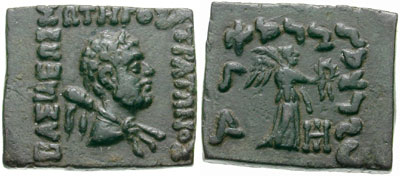
Moneda d'Estrató I.

La importància d'Agatoclea es va reduir gradualment a les monedes, el que indicaria que la seva regència es va acabar quan Estrató va arribar a l'edat establerta. Estrató I és l'únic rei que apareix amb barba a les representacions, segurament per assenyalar que ja no era un adolescent o un infant. Estrató I, o els dos Estrató, van lluitar per l'hegemonia al Panjab contra Heliocles II, el qual va regravar diverses de les seves monedes. Hi va haver guerres segurament també amb altres regnes. L'Estrató de mitjana edat (establert per la tercera teoria) hauria estat succeït pel seu fill Polixè que va governar breument.
Un gran nombre de monedes d'Estrató s'han trobat a Mathura, Uttar Pradesh, no lluny de Nova Delhi, que marcaria el límit oriental del regne. Les monedes d'Estrató s'han dividit en vuit períodes que van de jove a mitjana edat; el darrer període correspondria al segon Estrató de la tercera teoria abans esmentada si aquesta fos exacte. Al primer període apareix només Agatoclea; al segon, apareix Agatoclea i un rei caminant; al tercer apareix un adolescent i al darrere Atenea (que seria Agatoclea); al quart Estrató encara adolescent junt amb Agatoclea. Els períodes cinquè, sisè i setè només apareix Estrató, a vegades amb barba, sempre coronat; al darrere Atenea Alkidemos; al vuitè període apareix un Estrató de mitjana edat coronat, i Atenea Alkidemes al revers.